# Daan-Viljoen-Damm
Der Daan-Viljoen-Damm (englisch Daan Viljoen Dam) ist ein Staudamm in Namibia, rund drei Kilometer westlich von Gobabis. Er ist nach Stauvolumen (0,429 Millionen Kubikmeter) der kleinste der von der Namibia Water Corporation betriebenen Stauseen im Land. Die Staumauer ist 6,6 Meter hoch und 175 Meter breit, sie wurde 1957 errichtet und 1958 erhöht. Er gehört zu den Eastern Area Dams. Das Einzugsgebiet hat eine Größe von etwa 5400 km².
Der Damm wurde, wie auch das Wildschutzgebiet Daan Viljoen westlich von Windhoek, nach Landesadministrator Daniel du Plessis Viljoen (1892–1972) benannt. Er staut den Schwarzen Nossob und dient ebenso wie unter anderem sein größerer Schwesterdamm Tilda Viljoen der Wasserversorgung von Gobabis. Der Daan-Viljoen-Damm ist für den Tilda-Viljoen-Stausee ein sogenannter „Schlammdamm“. Wasser von diesem Stausee wird in einen offenen Kanal gepumpt und in den Tilda-Viljoen-Stausee geleitet, der eine höhere Kapazität hat.